# Fedelia nebulosa
Fedelia nebulosa är en stekelart som beskrevs av Vittorio Luigi Delucchi 1962. Fedelia nebulosa ingår i släktet Fedelia och familjen puppglanssteklar.
Artens utbredningsområde är:
- Algeriet.
- Marocko.

Inga underarter finns listade i Catalogue of Life.